# Commission interministérielle des biens à double usage
La Commission interministérielle des biens à double usage (Cibdu) est une instance intergouvernementale française au sein du Service des biens à double usage (SBDU), rattaché au ministère de l'Économie ; elle est chargée d'examiner les demandes d'exportation de biens à double usage, qu'elle peut approuver ou désapprouver.

## Fonctionnement
Le Service des biens à double usage (SBDU) examine les demandes d'exportation des biens à double usage ; « les dossiers les plus sensibles » sont quant à eux examinés par la Commission interministérielle des biens à double usage.
Les biens à double usage nécessitant un examen par le SBDU ou la Cibdu sont listés dans l'annexe 1 du règlement CE no 428/2009 du 5 mai 2009 de l'Union européenne, mise à jour annuellement,. Les technologies de surveillance de masse sont considérées comme des biens à double usage depuis leur inclusion dans l'Arrangement de Wassenaar.
Avant la création du SBDU et de la Cibdu en 2010, certains biens à doubles usages étaient examinés par la Commission interministérielle pour l'étude des exportations de matériel de guerre (CIEEMG).
Le rapport du député Jacques Maire pointe en 2020 plusieurs limites du fonctionnement de la commission,. Il entraîne en 2021 l’extension du contrôle parlementaire et une réforme du fonctionnement de la commission, qui doit s'accompagner d'un rapport annuel du gouvernement sur son fonctionnement.

## Composition
Selon le journaliste Olivier Tesquet du magazine Télérama, elle réunit des représentants du ministère de la Défense, de celui des Affaires étrangères, de celui de l'Intérieur, du Premier ministre ainsi que de différents services de renseignement parmi lesquels la direction générale de la Sécurité extérieure (DGSE), la direction générale de la Sécurité intérieure (DGSI) et la direction du Renseignement militaire (DRM) ; les délibérations de la Cibdu sont couvertes par le secret de la défense nationale.